# Свети мученици Акиндин и Пигасије
Свети мученици Акиндин, Пигасије, Анемподист, Афтоније, Елпидифор и други су хришћански мученици страдали током прогона хришћана у Персији од стране цара Шапура II 355. године.
Акиндин, Пигасије, Анемподист су били слуге на двору истога цара Шапура, али су тајно били хришћани. Када су откривени и оптужени храбро су бранили хришћанску веру. Због тога су бачени на велике муке, које су они јуначки отрпели уз молитву и певање псалми. За време мучења и тамновања јављали им се анђели Божји више пута, а једном и сам Исус Христ као човек “са лицем светлим као сунце”. Када је један од мучитеља, Афтоније, видео чудо, како врело олово не може да нашкоди мученицима, поверовао је и сам у Исуса Христа. Због тога је одмах био посечен. И многи други су видевши то поверовали. 
Један од оних који су поверовали био је и Елпидифор царев велможа. Он је објавио да је хришћанин и јавно осудио цара за убијање невиних хришћана. Убог тога је убијен и с њим око 7000 других хришћана. Акиндин, Пигасије, Анемподист су бачени у огњену пећ, заједно са 28 војника и са царевом мајком. Сви су они страдали 355. године.
Православна црква прославља свете мученике Акиндина, Пигасија, Анемподиса и друге 2.(15.) новембра.